# Пол Вокер
Пол Вилијам Вокер  (енгл. Paul William Walker IV; Глендејл, 12. септембар 1973 — Санта Кларита, 30. новембар 2013) био је амерички глумац. Познат је постао 1999. године након улога у филмовима Она је та и Varsity Blues. Касније је стекао још већу славу у улози Брајана О'Конера у филмском серијалу Паклене улице.
Трагично је настрадао 30. новембра 2013. у саобраћајној несрећи.

## Детињство и младост
Рођен је у Глендејлу у америчкој савезној држави Калифорнији а похађао је школу у Сан Фернандо Велију, Лос Анђелес. Његова мајка Шерил је била модел а његов отац Пол Вилијам Вокер III се бавио водоинсталацијама.
Вокер је ирског, енглеског и немачког порекла. Био је најстарије дете у породици и имао је два брата и две сестре.

## Филмографија
| Улоге Пола Вокера |                     |               |                |          |
| Година            | Српски назив        | Изворни назив | Улога          | Напомена |
| 1985.             |                     |               | Професор Бенет |          |
| 1987.             |                     |               | Џејсон         |          |
| 1994.             |                     |               | Мајкл          |          |
| 1998.             |                     |               | Фил Дидл       |          |
| 1998.             | Плезентвил          |               | Скип Мартин    |          |
| 1999.             |                     |               | Ленс Харбор    |          |
| 1999.             | Она је та           |               | Дин Самсон     |          |
| 1999.             |                     |               | Џејсон         |          |
| 2000.             |                     |               | Калеб Мандрејк |          |
| 2001.             | Паклене улице       |               | Брајан О'Конер |          |
| 2001.             |                     |               | Левис Томас    |          |
| 2002.             |                     |               | Мајки          |          |
| 2003.             | Паклене улице 2     |               | Брајан О'Конер |          |
| 2003.             |                     |               | Крис Џонстон   |          |
| 2004.             |                     |               | Мајк Рајли     |          |
| 2005.             |                     |               | Џерод Кол      |          |
| 2006.             |                     |               | Џери Шепард    |          |
| 2006.             |                     |               | Џои Газел      |          |
| 2006.             | Заставе наших очева |               | Хенк Хенсен    |          |
| 2007.             |                     |               | Мајки          |          |
| 2007.             |                     |               | Тим Керни      |          |
| 2008.             |                     |               | Бен Гарви      |          |
| 2009.             | Паклене улице 4     |               | Брајан О'Конер |          |
| 2010.             |                     |               | Џон Ровеј      |          |
| 2011.             | Паклене улице 5     |               | Брајан О'Конер |          |
| 2013.             |                     |               | Мајкл Вудс     |          |
| 2013.             | Паклене улице 6     |               | Брајан О'Конер |          |
| 2013.             |                     |               | Ро Дог         |          |
| 2013.             |                     |               | Нолан          |          |
| 2014.             |                     |               | Дамијан        |          |
| 2015.             | Паклене улице 7     |               | Брајан О'Конер |          |